# Lerista viduata
Lerista viduata — вид сцинкоподібних ящірок родини сцинкових (Scincidae). Ендемік Австралії.

## Поширення і екологія
Lerista viduata відомі з типової місцевості, розташованої в районі гірського масиву Равенсторп в Західній Австралії. Вони живуть в евкаліптових лісах і заростях маллі, в пухкому ґрунті під шаром опалого листя. Зустрічаються на висоті від 200 до 300 м над рівнем моря.